# Hendrik Hop
Baron Hendrik Hop (Breda, 27 oktober 1723 - Den Haag, 29 april 1808) was een Nederlands diplomaat.
Hop studeerde rechten aan de universiteit van Leiden waarna hij op 20 december 1748 secretaris werd van het Hof van Holland, Zeeland (en West-Friesland). Op 5 december 1788 kreeg hij op verzoek ontslag uit deze functie.
Tussen 1788 en 14 november 1792 was hij gezant der Staten-Generaal in Brussel. Toen de Franse generaal Dumouriez in 1792 als gevolg van de Franse veldtocht in de Nederlanden  Brussel innam, werd Hop naar Den Haag teruggeroepen. In het volgende jaar keerde hij terug naar Brussel, tot hij in juli 1794 de stad voorgoed moest verlaten als gevolg van de slag bij Fleurus.
Door publicatie van Prins Willem V werd Hop op 24 mei 1788 een van de nieuwe leden van het Vroedschap van Alkmaar. Tussen 1789 en 1795 stond hij herhaaldelijk op de dubbeltallen voor de verkiezing voor het burgemeesterschap van Alkmaar.
Hij stierf ongehuwd op 29 april 1808 te ’s Gravenhage.
Hop was de zoon van diplomaat en officier Hendrick Hop  (1686-1761), kolonel-commandant van het regiment Nassau-Ouwerkerk en gezant in Londen. Hop was de kleinzoon van de Nederlands Thesaurier-generaal Jacob Hop (1654 -1725) en oomzegger van de Amsterdamse burgemeester Cornelis Hop (1685-1762).

## Haagse Hopjes
In de korte periode dat Hop in Den Haag verbleef woonde hij op het Lange Voorhout 92, boven 
Het confiseurhuis van de firma Van Haaren & Nieuwerkerk.
De baron was verslaafd aan koffie. Het verhaal wil dat hij op een avond zijn kop koffie met suiker en room op de kachel liet staan. De volgende ochtend bleek dat een karamel te zijn geworden. Hop vond die brokken suiker met koffiesmaak erg lekker. Toen hij korte tijd later van zijn dokter geen koffie meer mocht drinken, vroeg hij zijn onderbuurman, bakker Theodorus van Haaren, voor hem van die 'brokken koffie' te maken. Ze werden al gauw 'de brokken van baron Hop' genoemd en kregen in 1880 de naam “Haagsche Hopjes”.